# 賴茨科納 (印第安納州)
賴茨科納（英語：Wrights Corner）是位於美國印第安納州迪爾伯恩縣的一個非建制地區。該地的面積和人口皆未知。

## 地理
賴茨科納的座標為39°08′08″N 84°57′26″W / 39.13556°N 84.95722°W，而該地的平均海拔高度為276米（即906英尺）。